# Pyrgohippus pallidus
Pyrgohippus pallidus är en insektsart som beskrevs av Vitaly Michailovitsh Dirsh 1963. Pyrgohippus pallidus ingår i släktet Pyrgohippus och familjen Pyrgomorphidae. Inga underarter finns listade i Catalogue of Life.